# Leuce
Na mitologia grega, Leuce (em grego, Λευκή: 'branco' ou 'álamo branco') era a mais bonita das ninfas e a filha do titã Oceano. Hades, o deus dos mortos, se apaixonou por ela e a levou para o Submundo, mas ela era uma divindade defeituosa, como Medusa que era única das górgonas que era mortal, ela envelheceu e morreu de uma forma natural, para eternizá-la, Hades transformou o seu corpo em um álamo branco que começou a crescer nos Campos Elísios. Em algumas versões é dito que Perséfone, deusa do submundo e esposa de Hades, foi responsável por sua transformação, pois o álamo branco é uma planta sagrada para Perséfone. O héroi Heracles tirou folhas dessa arvore e criou uma coroa para comemorar sua vitória sobre Cerberus e honrar o deus do submundo.